# Triton Fontaine
Triton Fontaine (né le 1er juin 2007) est un cheval hongre Selle français de robe baie, monté en concours complet d'équitation par le cavalier français Karim Laghouag, avec qui il participe aux Jeux olympiques de Tokyo en 2021 puis aux Jeux olympiques de Paris en 2024, décrochant respectivement une médaille de bronze et une médaille d'argent par équipes. 

## Histoire
Triton Fontaine naît le 1er juin 2007, à l'élevage de Sophie et Michel Pelissier-Coutureau, à Gonneville-sur-Mer dans le département du Calvados, en Normandie, à quelques kilomètres des écuries de Karim Laghouag,. 
Il est initialement monté par un jeune cavalier, Antoine de Silly, avec qui il progresse du niveau amateur jusqu'à celui des CCI3*. Il est élu meilleur cheval de complet de 7 ans à Saint-Fargeau.
Il participe à son premier CCI3* au Pouget en novembre 2017. Quand Antoine de Silly décide de changer de métier et de vendre son cheval, Karim Laghouag, qui le connaît pour s'être entraîné dans la même écurie, lui rachète Triton Fontaine en syndication avec ses partenaires. Triton est alors considéré comme très bon, avec néanmoins quelques raideurs en dressage. Le cavalier tente de passer du niveau 4* au niveau 5*, mais le passage se révèle plus compliqué que prévu. Il redescend alors au niveau 2* pour mieux prendre le temps de connaître sa monture.

### Participation aux Jeux olympiques de Tokyo 2020
Il est initialement sélectionné comme remplaçant aux  Jeux olympiques d'été de 2020, puis titularisé à la suite de la myosite de Birmane, la jument de Thomas Carlile, à Tokyo. Il est classé 12e en individuel.

### Participation aux Jeux olympiques de Paris 2024
Triton Fontaine est sélectionné avec Laghouag pour participer aux Jeux olympiques d'été de 2024 à Paris, alors que le cheval a 17 ans, ce qui est relativement âgé.
Le couple démarre la compétition le samedi 27 juillet, avec l'épreuve de dressage. Il s'agit du premier cheval français à s'élancer sur le rectangle de dressage (en 15e position de tous les engagés), puisque lui et Laghouag forment le couple le plus expérimenté des trois cavaliers français de complet.
Ils réalisent un excellent parcours sans fautes au cross, Laghouag déclarant alors à la presse « Mon cheval c'était Pégase, il volait aujourd'hui »,.
Ils participent à la médaille d'argent par équipes décrochée par l'équipe de France de complet, en ne faisant tomber qu'une seule barre pendant l'épreuve d'obstacle.

## Description
Triton Fontaine est un hongre de robe baie, inscrit au stud-book du Selle français. Il mesure 1,72 m au moment de sa castration, à l'âge de quatre ans.
Karim Laghouag le décrit comme un cheval qui « va très vite, est malin et très équilibré », et qui a beaucoup d'énergie. Il est particulièrement rapide sur le cross.

## Palmarès
Il atteint un indice de concours complet (ICC) de 153 en 2020.

## Origines
Il présente des origines entièrement françaises, puisque c'est un fils de l'étalon Selle français Gentleman IV, lui-même par le Pur-sang Laudanum,. Sa mère Grenouille Fontaine est une fille de l'étalon Selle français Nightko, par le Pur-sang Night Tiger,.